# Канходжи Ангре
Канходжи Ангре (маратхи कान्होजी आंग्र, 1669 год — 4 июля 1729 год) — политический и военный деятель маратхов, соратник Шиваджи, основатель маратхского флота, саркхел (адмирал).

## Биография
Ангре родился в деревне Ангарвади, в шести милях от Пуны на холмах Мавал в 1669 году. Его фамилия «Ангре» происходит от Ангарвади; первоначальная фамилия семьи была Санкапал, а члены семьи до Канходжи были известны как Санкапалы.
Санкапалы были весьма состоятельны, принадлежали к народу маратхи. Его предки были наместниками вроде мажордомов средневековой Европы в маленьком княжестве на побережье Конкани. Был сыном Тукоджи Санкапала. При рождении получил имя Каду. В юности получил первые знания о морском деле под руководством отца. Впоследствии они вместе присоединились к Шиваджи.
Участвовал в походах Шиваджи, а когда последний решил создать собственный флот, его выбор пал на Каду. Тогда он уже изменил свое имя и фамилию на Канходжи Ангре. Он стал формировать флот, базы которого расположил на знакомом Конканском побережье. Флот состоял из гхараби — 3-мачтовых судов водоизмещением 150—300 тонн с 20 пушками и 150 членами абордажной команды. В 1698 году чхатрапати (император) Раджарам предоставил Ангре титул саркхела (адмирала). Своей первой базой сделал крепость Виджаядург.
Главный удар Ангре сосредоточил на торговых судах европейских компаний, чтобы подорвать торговлю империи Великих Моголов. Новой базой становится Алибаг. С 1702 года эти нападения становятся регулярными и особо опасными. В том же году он захватил английское судно в гавани Каликута. В 1707 году напал на окраину Бомбея. В 1712 году захватил португальский караван. Попытки в 1715 году со стороны англичан разбить Ангре потерпели неудачу, а в 1718 году он блокировал Бомбей и отступил после уплаты выкупа в 8750 фунтов стерлингов.
В то же время Канходжи активно вмешивался в политические дела. В 1707 году способствовал примирению среди потомков Шиваджи и подъему Баладжи Вишванатхи, который стал пешвой. Впрочем в итоге стал самостоятельным, попытку в 1713 году покорить себя Ангре отбил. В результате Канходжи получил от правителя маратхов 26 крепостей вдоль побережья Махараштры.
Европейцы делали новые попытки уничтожить Ангре: в 1720 году — англичане, а в 1721 году — они же вместе с португальцами атаковали форты Канходжи, впрочем были разбиты.
В 1724 году Канходжи обустраивает еще одну военно-морскую базу Пуранагад, а также учреждает форт на Андаманских островах, что позволило Ангре еще больше расширить нападения на голландских, английских и португальских купцов. На момент смерти в 1729 году Канходжи Ангре считался влиятельным адмиралом Аравийского моря.